# シークレット・スーパースター
『シークレット・スーパースター』（Secret Superstar）は、2017年に公開されたインドのミュージカル映画。監督・脚本はアドヴェイト・チャンダン、プロデューサーはアーミル・カーン、キラン・ラオ夫妻が務めている。主要キャストとしてザイラー・ワシーム、メヘル・ヴィジュ、ラージ・アルジュン、アーミル・カーンが出演している。正体を隠してYouTubeで歌手活動を行う歌手志望の少女を主人公に両親と恩師の関係を描いており、フェミニズムや男女同権、ドメスティックバイオレンスなどの社会問題を内包している。
映画は批評家から肯定的な評価を得ており、ザイラーはナショナル・チャイルド・アワード 優秀業績賞を受賞している。この他に第63回フィルムフェア賞で複数の賞にノミネートされている。映画はインド映画史上最も高い収益を上げた映画の一つとなった。興行収入は96億ルピー以上となり、6000%以上の投資利益率を記録している。また女性を主人公にしたインド映画で最も高い興行成績を記録した映画であり、2017年公開のボリウッド映画興行成績第1位、インド映画歴代世界興行成績第3位、インド映画海外興行成績第2位を記録している。中華人民共和国では2018年公開の外国映画興行成績第5位、非英語映画興行成績も『ダンガル きっと、つよくなる』に続く第2位となっている。

## あらすじ
15歳の少女インシアは母ナズマ、父ファルーク、弟グッドゥ、大叔母アーパと共にグジャラート州ヴァドーダラーで暮らしていた。ファルークは仕事の都合で1週間に1日しか自宅に帰らず、日常的にナズマに暴力を振るい、インシアにも強圧的に接していた。インシアは音楽に興味があり歌手になることを夢見ていたが、ファルークは娘の趣味に否定的だった。
インシアはムンバイの音楽コンクールに参加することを希望するが、ナズマの行動が原因で不機嫌になったファルークに言い出せずに参加の機会を失ってしまう。落胆したインシアを見たナズマは、娘を慰めるためコンクールの賞品だったパソコンをプレゼントする。インシアはYouTubeを利用して歌手活動を行うことを思いつき、ファルークに歌手活動が露見することを避けるため、ブルカを被って「シークレット・スーパースター」と名乗り動画をアップロードする。彼女の曲は人々の人気を集め、ムンバイの落ちぶれ音楽プロデューサーのシャクティ・クマールからスカウトを受けるが、彼の様々な醜聞を聞いたインシアはスカウトを無視する。彼女の正体を知るのは、母ナズマと同級生の少年チンタンのみだった。
インシアは学校のテストの成績が悪かったことをファルークに咎められ、罰としてギターの弦を切られてしまう。さらにナズマがパソコンを買うために無断でネックレスを売ったことが発覚し、ファルークはナズマを殴りつけ、インシアにパソコンを捨てるように強要し、彼女はパソコンをバルコニーから投げ捨てる。消沈したインシアに追い打ちをかけるように、ファルークのリヤド赴任に伴い転居すること、赴任先の副社長との結婚を決められてしまう。歌手になる夢を諦め切れないインシアは、チンタンの協力を得てシャクティと連絡を取り、彼の手掛ける曲のレコーディングを行う約束を取り付ける。
チンタンの協力で学校を抜け出したインシアはムンバイに向かいレコーディングに臨むが、シャクティの望むように歌うことができず追い返されそうになる。彼女はシャクティと談判してリミックス曲ではなくオリジナルのバラード曲を歌い、シャクティたちを魅了することに成功する。インシアはレコーディングの見返りとして、シャクティの妻の弁護士で、離婚裁判を専門とするシーナ・サバワラを紹介して欲しいと依頼する。妻と離婚調停中だったシャクティは難色を示すが、最終的に願いを聞き入れてサバワラを紹介し、依頼に必要な費用の支払いを申し出る。帰郷したインシアはナズマに離婚に必要な書類を渡してファルークと離婚するように提案するが、稼ぎのない状態で離婚することはできないと拒否され、さらに勝手にムンバイでレコーディングしたことを咎められる。インシアは母を激しく非難するが、アーパからナズマが中絶を強要する親族の反対を押し切ってインシアを出産したことを聞かされる。彼女はナズマを非難することを止め、歌手の夢を諦めてファルークに従いリヤドに転居することを決める。
マリク一家はリヤドに向かうため経由地のムンバイのチャトラパティ・シヴァージー国際空港に到着する。その日は音楽の祭典グラマー賞授賞式がムンバイで開かれており、人々はシャクティ作曲の曲でヒットを記録した「シークレット・スーパースター」の受賞に関心を寄せていた。ファルークは搭乗手続きの際、インシアが持ってきたギターをゴミ扱いして捨てさせようとするが、娘の夢を蔑ろにしたことに我慢の限界を超えたナズマが離婚届を突き出し、ファルークを置いて子供たちを連れて空港を出て行く。3人はシャクティに連絡を取りグラマー賞授賞式会場に向かい、シャクティと彼に招待されていたチンタンと合流する。
選考の結果、ベストシンガー賞はモナリ・タークルが受賞し、インシアは受賞を逃してしまう。しかし、モナリは「シークレット・スーパースター」に賞を譲ることを表明し、シャクティに促されたインシアはブルカを脱ぎ捨てステージに登壇する。インシアは自分の夢のために支えてくれたナズマこそ本当の「シークレット・スーパースター」だと語り、ナズマに駆け寄り2人は抱き合う。

## キャスト
- インシア・マリク - ザイラー・ワシーム
- ナズマ・マリク - メヘル・ヴィジュ
- ファルーク・マリク - ラージ・アルジュン（英語版）
- シャクティ・クマール - アーミル・カーン
- チンタン・パレク - ティルトゥ・シャルマ
- グッドゥ・マリク - カビール・サジード
- バディ・アーパ - ファルーク・ジャファル（英語版）
- シーナ・サバワラ - モナ・アンビガオンカル（英語版）
- アリ - シャマス・マザムダル
- ランジート・クマール - マヌージュ・シャルマ
- インシアの塾講師 - ニキタ・アナンド・ムカルジー
- インシアの友人 - ハルシュ・ジャー
- 教師 - サローニ・メーヘター
- 本人役 - シャーン（英語版）、モナリ・タークル

## 製作

### 企画

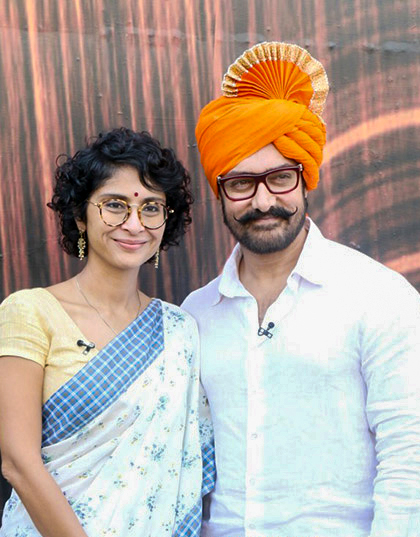
アーミル・カーン、キラン・ラオ夫妻

アドヴェイト・チャンダンはアーミル・カーンのトーク番組『真実のみが勝つ』第1シーズン放送中に本作の構想を抱いた。彼はドメスティックバイオレンス(DV)に関するエピソードを調査する中で、シングルマザーでDV被害者の女性シャンノーに出会った。彼女は夫の死後、家庭を切り盛りするためにドライバーになることを決心して自動車学校に入学した。彼女の行動は、娘の全面的な支持を得ており、娘はメイドとして働き母親の自動車教習の費用を集めた。その結果、シャンノーはドライバーとなり、家庭を自力で支えることができるようになった。アドヴェイトは彼女の経験を聞き、「私は私自身のヒーローの考えが本当に狭いことに気付きました。シャンノーの娘は本当のヒーローです。私にとってのヒーローの定義と執筆していた内容は、その瞬間に完全に変わったのです」と語っている。
『真実のみが勝つ』第3シーズン放送中、第1話で世界ジュニアゴルフ選手権優勝者のシュバーム・ジャグランのエピソードを取り上げ、彼は番組の中でゴルフの技術の60%をYouTubeの動画で習得したと語っている。アドヴェイトは「私は中流階級の人々がインターネットの影響を受け始めているように感じています。私は映画学校に通ったことはありませんが、ここに座ってスタンリー・キューブリックのカメラの動きのレッスンを見ることができます。インターネットは本当に中産階級に力を与えています。インドの小さな町の中産階級の母娘は、才能にプラットフォームを提供しているこの素晴らしいツールによって力を与えられています」と語っており、2人のエピソードを『シークレット・スーパースター』製作の際に参考にしている。
2015年7月、アーミルは元マネージャーのアドヴェイトと共同で、A・R・ラフマーンを音楽監督に迎えて新作映画『Aaj Phir Jeene Ki Tamanna Hai』を製作することを発表した。2016年4月下旬にタイトルが『Secret Superstar』に変更されたことが発表され、ラフマーンがスケジュールの都合で降板し、代わりにアミット・トリヴェディが起用された。

### 撮影
アーミルはアドヴェイトに対して、『ダンガル きっと、つよくなる』で共演したザイラー・ワシームを主役に推薦した。ザイラーの演技テストを見たアドヴェイトは彼女の演技力に感動し、彼女を主役に起用した。
2016年9月1日から主要撮影が開始され、ヴァドーダラーとムンバイで撮影が行われた。製作費については複数の説が存在し、大半の情報では1億5000万ルピーとなっており、ロブ・ケインは製作費とマーケティング費の合計は2億5000万ルピーと分析している。Box Office Indiaでは製作費を4億5000万ルピーとしている。

## 公開

### インド地域
当初の公開予定日は2017年8月4日だったが、最終的に10月19日に変更された。インドでは1100劇場の1800スクリーン、海外市場では2840スクリーンで上映された。2018年2月24日・25日にジー・シネマでテレビ放送された。

### 海外地域
2017年11月24日に台湾で公開され、スクリーン数は『ダンガル きっと、つよくなる』を超える73スクリーンとなった。ロシアでは50スクリーンでの上映が決定し、2018年2月8日に公開された。同月に日本、大韓民国、香港での公開が発表された。2018年3月31日にフィリピンで公開され、日本では2019年8月9日に公開された。

#### 中国地域
2017年10月下旬、アーミルは今後1か月から2か月の間に中華人民共和国で『シークレット・スーパースター』が上映されることを発表した。2018年1月19日に1万1000スクリーンで公開され、アーミルの興行収入シェアは『ダンガル きっと、つよくなる』の12.5%を超える25%を記録した。1月16日に北京市でプレミア上映が行われ、アドヴェイト、ザイラー、メグナー・ミシュラが出席した。アーミルは出席できなかったものの、公開後に中国を訪問する予定になっていた。中国側からはピーター・チャンなどの映画製作者、俳優がプレミア上映に出席している。『シークレット・スーパースター』は夢を叶えようとする少女に力を与えるというテーマが、中国の映画製作者たちから高い評価された。公開時にはアーミルにフューチャーした同名漫画が発売された。
2018年1月22日、アーミルが中国を訪れダン・チャオが出迎えた。上海市を訪れたアーミルはファンの大群に歓迎され、続いて訪問した北京市ではアドヴェイト、ザイラーと共にイベント「アーミル・カーンと彼の友人たちのレッドカーペット」に出席し、その後に中国・インド映画フォーラム、『シークレット・スーパースター』の記者会見に相次いで出席している。中国中央電視台が主催した中国・インド映画フォーラムにはスタンリー・トンや劉国梁などの著名人が出席した。この他にホァン・ボー、リウ・イーフェイ、ジャッキー・チェンからビデオメッセージが寄せられた。

#### 香港地域
2018年4月12日に香港で公開され、同月15日にプロモーションのためアーミルが香港を訪れた。アーミルはザイラーやアンディ・ラウと共にプロモーションイベントに出席した。アーミルとザイラーは第37回香港電影金像奨授賞式に出席し、アーミルはルイス・クーに最優秀主演男優賞を授与する役目を担った。その後、アーミルはケイ・ツェーと共に香港大学のイベントに出席し、続けてプレミア上映にも出席している。

## 評価

### 興行収入
2017年10月31日時点での興行収入は10億1000万ルピーを記録しており、中国での公開直前の2018年1月18日時点で15億ルピーとなった。『シークレット・スーパースター』は製作費に比して最も収益性の高い映画の一つとなっている。1月19日に中国での上映が開始された後、2月15日までに累計興行収入は90億ルピーを超え、投資利益率6000%を記録した。この記録に並ぶ作品は『パラノーマル・アクティビティ』と『死霊高校』のみである。
『シークレット・スーパースター』は2017年公開のボリウッド映画興行成績第1位を記録し、ボリウッド映画歴代興行成績は『ダンガル きっと、つよくなる』を抜き第2位を記録している。またインド映画歴代興行成績は『ダンガル きっと、つよくなる』『バーフバリ 王の凱旋』に次ぐ第3位を記録した。同作が興行的に成功したことで、アーミルは出演作品4本（『シークレット・スーパースター』『ダンガル きっと、つよくなる』『PK』『チェイス!』）が500カロール・クラブ入りを果たした唯一のインド人俳優となり、同時に興行収入1億ドルを記録した出演映画3本（『シークレット・スーパースター』『ダンガル きっと、つよくなる』『PK』）を持つ唯一のインド人俳優となった。2018年2月27日時点での興行収入は96億5000万ルピーを記録している。

#### インド市場
公開第1週の興行収入は4億8000万ルピーを記録しており、公開10日後の国内興行収入は5億8000万ルピーを記録した。2017年11月13日までに興行収入8億3000万ルピー、純収益7億5000万ルピーを記録した。同年末までの興行収入は8億9000万ルピーを記録している。
2018年1月28日までに興行収入は9億ルピー、純利益は6億4000万ルピー、観客動員数510万人を記録している。『シークレット・スーパースター』は『タイガー 甦る伝説のスパイ』『Golmaal Again』『ライース』『Badrinath Ki Dulhania』と共に2017年公開のボリウッド映画で最も成功した作品の一つとなった。

#### 海外市場
公開第1週の興行収入は280万ドルを記録しており、トルコで興行成績第4位、イギリスでは興行成績第10位となった。公開初週末のイギリス、アメリカ合衆国、カナダ、湾岸諸国、オーストラリア、パキスタンの合計興行収入は2116万565ドルを記録した。トルコでは2017年11月19日時点で『ダンガル きっと、つよくなる』を抜き46万8276ドルを記録しており、イギリスでは2017年10月30日時点で50万ポンド、11月26日時点で5420万ルピーを記録した。北米では2017年12月10日時点で1億3890万ルピー、湾岸諸国では2017年11月5日時点で9890万ルピーを記録している。2017年11月22日時点での海外累計興行収入は648万ドルを記録している。
台湾では2017年11月24日に公開され、公開5日間で興行収入28万5000万ドルを記録した。公開17日目に4600万ルピー、12月19日時点で81万5000ドル、海外累計興行収入4億9000万ルピーを記録している。2018年1月28日時点で台湾の収益は2620万ドルを記録している。また中国を除いた海外累計興行収入は6億5000万ルピーを記録している。

##### 中国市場
2018年1月15日までのプレセールで990万ドル（4億3000万ルピー）の興行収入を記録しており、同月19日に公開された『シークレット・スーパースター』は中国市場で25.3%のシェアを獲得した。公開初日の興行収入は703万ドル（4億6000万ルピー）の興行収入を記録しており、『ダンガル きっと、つよくなる』を抜き中国市場で最大のヒットを記録したインド映画となった。公開2日目の累計興行収入は1800万ドル（11億7000万ルピー）となり、同月20日までに歴代インド映画の記録を抜き『ダンガル きっと、つよくなる』の公開2日目の累計興行収入記録（650万ドル/4億4970万ルピー）を更新した。
公開週末の興行収入は2920万ドル（20億ルピー）となり、上映スクリーン数も5万6000から6万3000に増加した。公開週末の興行収入成績は『Forever Young』『A Better Tomorrow 2018』『フェルディナンド』『ジュマンジ/ウェルカム・トゥ・ジャングル』『スター・ウォーズ/最後のジェダイ』を抑えて第1位となった。中国での公開週末の成績はインドの国内興行収入の2倍以上となっており、『ダンガル きっと、つよくなる』の記録を抜いた。同時に『ダンガル きっと、つよくなる』に次いで中国市場での興行成績第1位を記録したインド映画になった。
公開4日目の累計興行収入は3300万ドル（21億5000万ルピー）となり、公開5日目には上映スクリーン数は6万4000を超え、中国市場の興行収入シェアの33.7%を獲得した。公開6日目の累計興行収入は4300万ドルとなり、『スター・ウォーズ/最後のジェダイ』の中国市場での興行収入を超えた。公開第1週の累計興行収入は4710万ドル（30億7000万ルピー）となり、『アバター』の同時期の興行成績を更新した。公開第1週の金曜日に興行収入首位は『メイズ・ランナー: 最期の迷宮』がランクインしたが、同週の日曜日には『シークレット・スーパースター』が再び首位を獲得した。公開第2週末に2000万ドルの収益を上げ、公開9日以内に累計興行収入は40億ルピーを超え、『メイズ・ランナー: 最期の迷宮』の興行成績を抜き4100万ドルを記録した。公開10日間の累計興行収入は7000万ドルを記録し、『ダンガル きっと、つよくなる』の同時期の記録（6000万ドル）を更新した。公開13日目の累計興行収入は7700万ドルを記録し、『ジュマンジ/ウェルカム・トゥ・ジャングル』の最終興行成績を超えた。公開2週間で累計興行収入は8000万ドルを超えた。
公開第3週末の興行収入は1200万ドルを記録し、同時期に公開された『グレイテスト・ショーマン』『Till the End of The World』『Boonie Bears』『ナミヤ雑貨店の奇蹟』を抑えて首位を維持した。2月4日までに累計興行収入は9600万ドルとなり、公開第4週末の興行収入は870万ドル、1週間の興行収入は1,900万ドルを記録した。2月18日時点で累計興行収入は1億2440万ドル（81億ルピー）、累計観客動員数2500万人を記録した。『シークレット・スーパースター』は2018年上半期の中国市場興行成績第3位、歴代興行成績トップ70入りを果たした。また『君の名は。』を抜き非英語外国映画興行成績第2位となり、2018年上半期に中国市場で最も成功した外国映画となった。

##### 香港市場
2018年4月5日までのプレミア上映の興行収入は132万1332香港ドル（1090万ルピー）、同月8日までに累計興行収入は215万5261香港ドル（1780万ルピー）を記録しており、プレミア上映の段階で興行収入ランキング第4位になった。同月12日の公開初日には274万2482香港ドル（2280万ルピー）の興行収入を記録しており、公開2日目には324万7799香港ドル（2700万ルピー）を記録した。公開3日目の累計興行収入は416万3243香港ドル（3460万ルピー）を記録している。
公開4日目に605万9989香港ドル（5070万ルピー）、公開10日目に895万3603香港ドル（7,560万ルピー）、公開12日目には907万香港ドル（7620万ルピー）の累計興行収入を記録している。公開第3週までに累計興行収入は1147万497香港ドル（9750万ルピー）、公開第4週までに1201万6153香港ドル（1億230万ルピー）の累計興行収入を記録した。2018年5月6日時点で累計興行収入は1225万香港ドル（1億300万ルピー）、9月7日時点で1400万香港ドル（1億1800万ルピー）の累計興行収入を記録している。

### 批評
Rotten Tomatoesでは支持率90%、平均評価7/10となっている。ガーディアン紙のマイク・マッカヒルは4/5の星を与え、「これは一流のエンターテインメントであり、現在西洋映画界から流れ出ている毒性に対する、考えられる限り最高の解毒剤です」と批評している。ザ・タイムズ・オブ・インディアのミーナ・アイヤーは4/5の星を与え、「あなたの世界が母親を中心に回っているのなら、この映画を応援することでしょう」と批評している。ラジーヴ・マサンドは3.5/5の星を与え、ザイラー・ワシームの演技を賞賛した。
ニューデリー・テレビジョンのサイバル・チャテルジーは「『シークレット・スーパースター』は熱狂的な子供に新しい自転車を与えたようなものです。決してペダルを離すことがありません。長過ぎるフィルムはもっと抑制できたかも知れません」と批評する一方、俳優の演技については「ザイラー・ワシームは奇跡の束です!素晴らしきメヘル・ヴィジュについては、私はこの一言を尋ねるのみです。"この数年間、あなたはどこにいたのですか?"と。我々は彼女をより大きなスクリーンで見たいと願っています」と称賛している。
ヒンドゥスタン・タイムズのローヒト・ヴァッツは3/5の星を与え、「『シークレット・スーパースター』最大の資産はアーミル・カーンです。彼のコメディはスラップスティックであるにもかかわらず、注目するに値します。ザイラー・ワシームは期待に応える演技を見せ、映画にはメッセージが込められています」と称賛する一方、「『シークレット・スーパースター』にはあなたが求める全てがありますが、そこには格別な物語はありません。一つだけ批判することがあるとすれば、それはあからさまなメロドラマです」と指摘している。
インディアン・エクスプレスのシューブラ・グプタは2.5/5の星を与え、「『シークレット・スーパースター』最大の強みは、『ダンガル きっと、つよくなる』にも出演したザイラー・ワシームです。母親役のメヘル・ヴィジュ、父親役のラージ・アルジュンも素晴らしいです」と俳優の演技を賞賛する一方、映画の後半については心を捉えるものがなかったと批評している。
映画は中国でも高い評価を得ており、人民日報は「魂に触れる映画」と称賛している。香港のサウスチャイナ・モーニング・ポストのニコラ・チャンは4/5の星を与え、映画を「母娘の神聖な絆を探す大衆娯楽」と表現し、アーミル、ザイラー、メヘルの演技を賞賛した。

### 受賞・ノミネート
| 映画賞                                             | 部門                       | 対象                                                         | 結果       | 出典                    |
| -------------------------------------------------- | -------------------------- | ------------------------------------------------------------ | ---------- | ----------------------- |
| ナショナル・チャイルド・アワード                   | 優秀業績賞                 | ザイラー・ワシーム(『ダンガル きっと、つよくなる』と同時)    | 受賞       | [ 160 ]                 |
| スター・スクリーン・アワード                       | 新人女優賞                 | ザイラー・ワシーム(『ダンガル きっと、つよくなる』と同時)    | 受賞       |                         |
| スター・スクリーン・アワード                       | 助演女優賞                 | メヘル・ヴィジュ(『Tumhari Sulu』のネーハー・ドゥピアと同時) | 受賞       |                         |
| スター・スクリーン・アワード                       | 有望監督賞                 | アドヴェイト・チャンダン                                     | ノミネート |                         |
| ジー・シネ・アワード                               | 主演女優賞                 | ザイラー・ワシーム                                           | ノミネート | [ 161 ]                 |
| ジー・シネ・アワード                               | 審査員選出主演女優賞       | ザイラー・ワシーム                                           | ノミネート | [ 161 ]                 |
| ジー・シネ・アワード                               | 作品賞                     | シークレット・スーパースター                                 | ノミネート | [ 161 ]                 |
| ジー・シネ・アワード                               | 審査員選出作品賞           | シークレット・スーパースター                                 | ノミネート | [ 161 ]                 |
| ジー・シネ・アワード                               | 脚本賞                     | アドヴェイト・チャンダン                                     | ノミネート | [ 161 ]                 |
| ジー・シネ・アワード                               | 監督賞                     | アドヴェイト・チャンダン                                     | ノミネート | [ 161 ]                 |
| ジー・シネ・アワード                               | 有望監督賞                 | アドヴェイト・チャンダン                                     | 受賞       | [ 161 ]                 |
| ジー・シネ・アワード                               | 音楽賞                     | アミット・トリヴェディ                                       | 受賞       | [ 161 ]                 |
| ジー・シネ・アワード                               | 助演女優賞                 | メヘル・ヴィジュ                                             | 受賞       | [ 161 ]                 |
| ジー・シネ・アワード                               | 悪役賞                     | ラージ・アルジュン                                           | 受賞       | [ 161 ]                 |
| ジー・シネ・アワード                               | 女性プレイバックシンガー賞 | メグナー・ミシュラ「Main Kaun Hoon」                         | ノミネート | [ 161 ]                 |
| ジー・シネ・アワード                               | 作詞賞                     | カウサル・ムニール「Main Kaun Hoon」                         | ノミネート | [ 161 ]                 |
| 第63回フィルムフェア賞                             | 作品賞                     | シークレット・スーパースター                                 | ノミネート | [ 162 ] [ 163 ]         |
| 第63回フィルムフェア賞                             | 監督賞                     | アドヴェイト・チャンダン                                     | ノミネート | [ 162 ] [ 163 ]         |
| 第63回フィルムフェア賞                             | 脚本賞                     | アドヴェイト・チャンダン                                     | ノミネート | [ 162 ] [ 163 ]         |
| 第63回フィルムフェア賞                             | 主演女優賞                 | ザイラー・ワシーム                                           | ノミネート | [ 162 ] [ 163 ]         |
| 第63回フィルムフェア賞                             | 審査員選出女優賞           | ザイラー・ワシーム                                           | 受賞       | [ 162 ] [ 163 ]         |
| 第63回フィルムフェア賞                             | 助演男優賞                 | アーミル・カーン                                             | ノミネート | [ 162 ] [ 163 ]         |
| 第63回フィルムフェア賞                             | 助演女優賞                 | メヘル・ヴィジュ                                             | 受賞       | [ 162 ] [ 163 ]         |
| 第63回フィルムフェア賞                             | 女性プレイバックシンガー賞 | メグナー・ミシュラ「Nachdi Phira」                           | 受賞       | [ 162 ] [ 163 ]         |
| 第63回フィルムフェア賞                             | 音楽アルバム賞             | アミット・トリヴェディ                                       | ノミネート | [ 162 ] [ 163 ]         |
| 第63回フィルムフェア賞                             | 作詞賞                     | カウサル・ムニール「Nachdi Phira」                           | ノミネート | [ 162 ] [ 163 ]         |
| ライオン・ゴールド・アワード                       | 助演俳優賞（男優/女優）    | メヘル・ヴィジュ                                             | 受賞       | [ 164 ]                 |
| 第10回ミルチ音楽賞                                 | 有望女性歌手賞             | メグナー・ミシュラ「Main Kaun Hoon」                         | 受賞       | [ 165 ] [ 166 ] [ 167 ] |
| 第10回ミルチ音楽賞                                 | 有望女性歌手賞             | メグナー・ミシュラ「Meri Pyaari Ammi」                       | ノミネート | [ 165 ] [ 166 ] [ 167 ] |
| 第10回ミルチ音楽賞                                 | 有望女性歌手賞             | メグナー・ミシュラ「Nachdi Phira」                           | ノミネート | [ 165 ] [ 166 ] [ 167 ] |
| 第10回ミルチ音楽賞                                 | アルバム・オブ・ザ・イヤー | アミット・トリヴェディ、カウサル・ムニール                   | ノミネート | [ 165 ] [ 166 ] [ 167 ] |
| ボリウッド映画ジャーナリスト賞                     | 助演助演女優賞             | メヘル・ヴィジュ                                             | 受賞       | [ 168 ]                 |
| ボリウッド映画ジャーナリスト賞                     | 新人男優賞                 | ティルトゥ・シャルマ                                         | 受賞       | [ 168 ]                 |
| ボリウッド映画ジャーナリスト賞                     | 音楽監督賞                 | アミット・トリヴェディ                                       | 受賞       | [ 168 ]                 |
| ボリウッド映画ジャーナリスト賞                     | 女性プレイバックシンガー賞 | メグナー・ミシュラ「Nachdi Phira」                           | 受賞       | [ 168 ]                 |
| ボリウッド映画ジャーナリスト賞                     | 女性プレイバックシンガー賞 | メグナー・ミシュラ「Main Kaun Hoon」                         | 受賞       | [ 168 ]                 |
| ボリウッド映画ジャーナリスト賞                     | 作詞家賞                   | カウサル・ムニール「Main Kaun Hoon」                         | 受賞       | [ 168 ]                 |
| ニュース18リール映画賞                             | 助演女優賞                 | メヘル・ヴィジュ                                             | 受賞       | [ 169 ]                 |
| ニュース18リール映画賞                             | 女性プレイバックシンガー賞 | メグナー・ミシュラ「Nachdi Phira」                           | 受賞       | [ 169 ]                 |
| ニュース18リール映画賞                             | 主演女優賞                 | ザイラー・ワシーム                                           | ノミネート | [ 170 ] [ 171 ]         |
| ニュース18リール映画賞                             | 脚本賞                     | アドヴェイト・チャンダン                                     | ノミネート | [ 170 ] [ 171 ]         |
| ニュース18リール映画賞                             | 音楽賞                     | アミット・トリヴェディ                                       | ノミネート | [ 170 ] [ 171 ]         |
| 国際インド映画アカデミー賞                         | 女性プレイバックシンガー賞 | メグナー・ミシュラ「Main Kaun Hoon」                         | 受賞       | [ 172 ] [ 173 ]         |
| 国際インド映画アカデミー賞                         | 主演女優賞                 | ザイラー・ワシーム                                           | ノミネート | [ 172 ] [ 173 ]         |
| 国際インド映画アカデミー賞                         | 助演女優賞                 | メヘル・ヴィジュ                                             | 受賞       | [ 172 ] [ 173 ]         |
| インディアン・フィルム・フェスティバル・メルボルン | 作品賞                     | シークレット・スーパースター                                 | ノミネート | [ 174 ]                 |
| インディアン・フィルム・フェスティバル・メルボルン | 監督賞                     | アドヴェイト・チャンダン                                     | ノミネート | [ 174 ]                 |
| インディアン・フィルム・フェスティバル・メルボルン | 主演女優賞                 | ザイラー・ワシーム                                           | ノミネート | [ 174 ]                 |
| インディアン・フィルム・フェスティバル・メルボルン | 助演俳優賞（男優/女優）    | メヘル・ヴィジュ                                             | ノミネート | [ 174 ]                 |